# Krwawnik sudecki
Krwawnik sudecki (Achillea millefolium subsp. alpestris (Wimm., Günther & Grab.) Gremli) – podgatunek krwawnika pospolitego z rodziny astrowatych. W Krytycznej liście roślin naczyniowych Polski ujęty jako gatunek. Występuje w górach Europy Środkowej i Półwyspu Skandynawskiego. W Polsce rośnie w Sudetach, na Babiej Górze i w Tatrach.

## Morfologia
ŁodygaDo 80 cm wysokości.
LiścieEliptycznolancetowate, podwójnie lub potrójnie pierzastosieczne. Ostatnie łatki równowąskolancetowate, z kończykiem.
KwiatyZebrane w koszyczki, te z kolei zebrane w zbity, baldachokształtny kwiatostan. Okrywa długości 5–6 mm. Łuski okrywy posiadają szeroką, ciemnobrunatną obwódkę. W koszyczku znajduje się 4–6 białych kwiatów języczkowych.

## Biologia i ekologia
Bylina, hemikryptofit, oreofit. Rośnie w wysokogórskich traworoślach. Kwitnie od lipca do października. Gatunek charakterystyczny zespołu Festucetum carpaticae.